# Frankfurter Allgemeine Sonntagszeitung
Die Frankfurter Allgemeine Sonntagszeitung (kurz F.A.S. oder FAS) ist die Sonntagszeitung der Frankfurter Allgemeinen Zeitung (FAZ). Die verkaufte Auflage beträgt 179.523 Exemplare, ein Minus von 27,5 Prozent seit 2001.

## Geschichte
Ursprünglich nur als Regionalzeitung im Rhein-Main-Gebiet vertrieben, ist sie seit dem 30. September 2001 bundesweit erhältlich.
Im Februar 2020 wurde bekannt gegeben, dass die Zeitung aufgrund sinkender Verkaufsstellen sowie Problemen bei der Sonntagszustellung in einigen Gebieten testweise schon samstags veröffentlicht werden solle. Im Jahr 2021 wurde bekannt gegeben, dass der Test erfolgreich war, die Umsetzung der bundesweiten Zustellung am Samstag soll im 2. Quartal 2022 vollständig abgeschlossen sein. Die Samstagsausgabe der FAZ ist davon unberührt.

## Redaktion
Trotz der gemeinsamen Nutzung wie z. B. der redaktionellen Ressourcen mit der FAZ tritt die FAS eigenständig auf und verfügt über 50 weitere eigene Redakteure.

## Aufmachung
Das Erscheinungsbild unterscheidet sich deutlich von der FAZ in der Satzgestaltung, der durchgängigen Vierfarbigkeit und einer eigenen Brotschrift, der Janson. Ein Erkennungsmerkmal sind auch die oft eingesetzten kleinen Illustrationen am Artikelanfang, sogenannte Vignetten, die unter anderem von dem Illustrator Bengt Fosshag stammen. 2015 gab es einen Relaunch und eine quasi-Umbenennung in „die neue FAS“.

## Auflage
Die Frankfurter Allgemeine Sonntagszeitung hat ihre Auflage bis 2012 halten können, seitdem nimmt sie wie bei den meisten deutschen Zeitungen ab. Die verkaufte Auflage ist in den 10 Jahren ab 2012 um durchschnittlich 6 % pro Jahr gesunken.